# مارک تامپسون (دوچرخه‌سوار)
مارک تامپسون (انگلیسی: Marc Thompson؛ زادهٔ ۲۷ ژوئن ۱۹۵۳) دوچرخه‌سوار اهل ایالات متحده آمریکا است. وی در بازی‌های المپیک تابستانی ۱۹۷۶ شرکت کرده است.